# 18644 Arashiyama
18644 Arashiyama este o planetă minoră (asteroid), cu un diametru de 3,803 km, din centura de asteroizi. A fost descoperită pe 2 martie 1998 la Geisei⁠(d) de Tsutomu Seki. 
Obiectul prezintă o orbită caracterizată de o semiaxă mare de 2,4451078 UAi, o excentricitate de 0,07, o înclinație de 5,70772 ° în raport cu ecliptica.